# Wierzchowiska Pierwsze (Janów Lubelski)
Pour les articles homonymes, voir Wierzchowiska Pierwsze.
Wierzchowiska Pierwsze (prononciation : [vjɛʂxɔˈviska ˈpjɛrfʂɛ]) est un village polonais de la gmina de Modliborzyce dans le powiat de Janów Lubelski de la voïvodie de Lublin dans l'est de la Pologne.

## Histoire
De 1975 à 1998, le village est attaché administrativement à la voïvodie de Tarnobrzeg.

Depuis 1999, il fait partie de la voïvodie de Lublin.